# Eva Kiss-Györi
Eva Kiss-Györi (geboren am 21. Februar 1966 in Budapest) ist eine ehemalige ungarisch-deutsche Handballspielerin.

## Vereinskarriere
Die 1,77 Meter große Eva Kiss-Györi begann mit dem Handball in Ungarn bei KÉV Metró. Sie spielte in Deutschland in der Bundesliga drei Jahre bei TuS Walle Bremen und sechs Jahre bei TV Lützellinden.
Mit den beiden deutschen Vereinen wurde sie vier Mal Deutsche Meisterin.

## Nationalmannschaft
Eva Kiss-Györi bestritt 27 Länderspiele für die deutsche Nationalmannschaft. Mit dem Team nahm sie an der Europameisterschaft 1996 und an den Olympischen Sommerspielen 1996 teil.

## Privates
Eva Kiss-Györi ist verheiratet und hat ein Kind. Sie lebt in Ungarn.